# Sarah Butler
Sarah Butler (Puyallup, Washington; 11 de febrero de 1985) es una ex actriz estadounidense. Fue protagonista en la película de 2010, I Spit on Your Grave (Escupiré sobre tu tumba), un remake de la controvertida película homónima de 1978.

## Biografía
Nacida en Puyallup, Washington, Butler estaba interesada en las artes mientras crecía; cantó en coros, entró en concursos de canto, y actuó en la secundaria y el teatro comunitario. Se trasladó a Los Ángeles para estudiar teatro en la Universidad del Sur de California, y luego interpretó a Belle, la princesa en Beauty and the Beast, durante un año y medio en Disneyland.
Dejó la universidad, se enfocó en encontrar un agente de talento, y comenzó a realizar audiciones para trabajar en televisión o en cine.
Butler apareció en las series CSI: Miami y CSI: NY. Fue elegida en la película A Couple of White Chicks at the Hair Dresser y en Flu Bird Horror. Tuvo un papel ese año en la serie Luke 11:17, dirigida por Don Stark. También tuvo un papel recurrente en la serie I <3 Vampires. 

Butler ganó el papel en la película de 2010 I Spit on Your Grave, un remake de la película homónima de 1978. Butler protagoniza como Jennifer Hills, una novelista que es brutalmente violada por una banda de hombres mientras se queda en una cabaña en los bosques. Su personaje busca venganza en el grupo de hombres. Dirigida por Steven R. Monroe, la película fue lanzada el 8 de octubre de 2010.

## Filmografía

### Cine
| Año  | Título                                      | Personaje               | Notas    |
| ---- | ------------------------------------------- | ----------------------- | -------- |
| 2008 | Flu Bird Horror                             | Eva                     | Telefilm |
| 2010 | I Spit on Your Grave                        | Jennifer Hills          |          |
| 2012 | The Philly Kid                              | Amy                     |          |
| 2012 | Nuclear Family                              | Audrey                  | Telefilm |
| 2013 | Treachery                                   | Cecilia                 |          |
| 2013 | The Demented                                | Sharley                 |          |
| 2013 | Una extraña entre nosotros                  | Sarah                   |          |
| 2014 | Caída libre                                 | Jane Porter             |          |
| 2015 | I Spit on Your Grave III: Vengeance is Mine | Angela (Jennifer Hills) |          |
| 2016 | La enfermera                                | Brooke                  |          |
| 2016 | Before the Sun Explodes                     | Holly                   |          |
| 2017 | Moontrap: Target Earth                      | Scour                   |          |
| 2017 | Una infidelidad peligrosa                   | Laura Halpern           | Telefilm |
| 2017 | Vida robada                                 | Nomi Gardner            | Telefilm |
| 2018 | All Light Will End                          | Dianna                  |          |
| 2018 | Doubting Thomas                             | Jen                     |          |
| 2018 | Counterfeiting in Suburbia                  | Karen Carwright         | Telefilm |
| 2018 | Point Defiance                              | Detective Barnes        |          |
| 2019 | Imaginary Order                             | Oficinista              |          |
| 2019 | Drowning                                    | Claire                  |          |
| 2020 | Looking for Mr. Wonderful                   | Lisa                    | Telefilm |
| 2020 | Woman on the Edge                           | Karen Croft             |          |

### Series
| Año         | Título           | Personaje        | Notas                                                                |
| ----------- | ---------------- | ---------------- | -------------------------------------------------------------------- |
| 2004        | Love's a Trip    | Concursante      |                                                                      |
| 2008        | Luke 11:17       | Sandy            | 3 episodios. (Temporada 1)                                           |
| 2008        | CSI: Miami       | Kim Walderman    | 1 episodio. (Temp. 7 Ep. 5) Episodio: "Bombshell".                   |
| 2009        | CSI: NY          | Alison Redman    | 1 episodio. (Temp. 5 Ep. 17) Episodio: "Green Piece"                 |
| 2009 – 2010 | I <3 Vampires    | Paige            | 4 episodios. (Temporadas 1 - 4).                                     |
| 2014        | Average Joe      | Hostess          | 1 episodio. (Temp. 1 Ep. 3) Episodio: "The Birthday Blow-Out"        |
| 2014        | Castle           | Whitney Williams | 1 episodio. (Temp. 7 Ep. 7) Episodio: "Once Upon a Time in the West" |
| 2015        | CSI: Cyber       | Chelsea          | 1 episodio. (Temp. 1 Ep. 9) Episodio "L0m1s"                         |
| 2016        | Anatomía de Grey | Danielle         | 1 episodio. (Temp. 13 Ep. 9) Episodio "You Haven't Done Nothin'"\|-  |
| 2017        | NCIS             | Nicole           | 1 episodio. (Temp. 15 Ep. 9) Episodio "Ready or Not"\|-              |

### Cortometrajes
| Año  | Título                                      | Personaje        | Notas |
| ---- | ------------------------------------------- | ---------------- | ----- |
| 2007 | A Couple of White Chicks at the Hairdresser | Ayudante de Marc |       |
| 2007 | Tobias_427                                  | Jenny            |       |
| 2016 | The Muse                                    | Amber            |       |
| 2017 | Megan's Shift                               | Jill's Colleague |       |